# École d'Élis
L'école d'Élis ou d'Érétrie est une école grecque de philosophie, connue pour ses deux principaux représentants, Phédon d'Élis et Ménédème d'Érétrie.